# Wahlkreis Pontypridd (House of Commons)
Der Wahlkreis Pontypridd ist ein Wahlkreis (englisch constituency) für die Wahl eines Abgeordneten des britischen Unterhauses (House of Commons).

## Ergebnisse (seit 1945)

### Parlamentswahl 1945
| Kandidaten           | Kandidaten          | Parteien           | Stimmen | %    |
| -------------------- | ------------------- | ------------------ | ------- | ---- |
|                      | Arthur Pearson      | Labour Party       | 27.823  | 68,6 |
|                      | Cennydd Traherne    | Conservative Party | 7.260   | 17,9 |
|                      | John Ellis Williams | Liberal Party      | 5.464   | 13,5 |
| Gesamt               | Gesamt              | Gesamt             | 40.547  | 100  |
|                      |                     |                    |         |      |
| Quelle: UK Parlament |                     |                    |         |      |

### Parlamentswahl 1950
| Kandidaten           | Kandidaten                     | Parteien           | Stimmen | %    |
| -------------------- | ------------------------------ | ------------------ | ------- | ---- |
|                      | Arthur Pearson                 | Labour Party       | 30.945  | 68,9 |
|                      | Thomas Esmôr Rhys Rhys-Roberts | Conservative Party | 9.049   | 20,2 |
|                      | David Irwin Charles Lewis      | Liberal Party      | 4.895   | 10,9 |
| Gesamt               | Gesamt                         | Gesamt             | 44.889  | 100  |
|                      |                                |                    |         |      |
| Quelle: UK Parlament |                                |                    |         |      |

### Parlamentswahl 1951
| Kandidaten           | Kandidaten           | Parteien           | Stimmen | %    |
| -------------------- | -------------------- | ------------------ | ------- | ---- |
|                      | Arthur Pearson       | Labour Party       | 32.586  | 72,3 |
|                      | James Lionel Manning | Conservative Party | 12.511  | 27,7 |
| Gesamt               | Gesamt               | Gesamt             | 45.097  | 100  |
|                      |                      |                    |         |      |
| Quelle: UK Parlament |                      |                    |         |      |

### Parlamentswahl 1955
| Kandidaten           | Kandidaten     | Parteien           | Stimmen | %    |
| -------------------- | -------------- | ------------------ | ------- | ---- |
|                      | Arthur Pearson | Labour Party       | 28.881  | 71,1 |
|                      | Thomas Tyrrell | Conservative Party | 11.718  | 28,9 |
| Gesamt               | Gesamt         | Gesamt             | 40.599  | 100  |
|                      |                |                    |         |      |
| Quelle: UK Parlament |                |                    |         |      |

### Parlamentswahl 1959
| Kandidaten           | Kandidaten            | Parteien           | Stimmen | %    |
| -------------------- | --------------------- | ------------------ | ------- | ---- |
|                      | Arthur Pearson        | Labour Party       | 29.853  | 68,2 |
|                      | Brandon Rhys-Williams | Conservative Party | 13.896  | 31,8 |
| Gesamt               | Gesamt                | Gesamt             | 43.749  | 100  |
|                      |                       |                    |         |      |
| Quelle: UK Parlament |                       |                    |         |      |

### Parlamentswahl 1964
| Kandidaten           | Kandidaten     | Parteien           | Stimmen | %    |
| -------------------- | -------------- | ------------------ | ------- | ---- |
|                      | Arthur Pearson | Labour Party       | 29.533  | 71,3 |
|                      | John Warrender | Conservative Party | 11.859  | 28,7 |
| Gesamt               | Gesamt         | Gesamt             | 41.392  | 100  |
|                      |                |                    |         |      |
| Quelle: UK Parlament |                |                    |         |      |

### Parlamentswahl 1966
| Kandidaten           | Kandidaten             | Parteien           | Stimmen | %    |
| -------------------- | ---------------------- | ------------------ | ------- | ---- |
|                      | Arthur Pearson         | Labour Party       | 30.840  | 74,9 |
|                      | Kenneth Green-Wanstall | Conservative Party | 10.325  | 25,1 |
| Gesamt               | Gesamt                 | Gesamt             | 41.165  | 100  |
|                      |                        |                    |         |      |
| Quelle: UK Parlament |                        |                    |         |      |

### Parlamentswahl 1970
| Kandidaten           | Kandidaten      | Parteien           | Stimmen | %    |
| -------------------- | --------------- | ------------------ | ------- | ---- |
|                      | Brynmor John    | Labour Party       | 28.414  | 58,5 |
|                      | Michael Withers | Conservative Party | 8.205   | 16,9 |
|                      | Mary Murphy     | Liberal Party      | 6.871   | 14,2 |
|                      | Errol Jones     | Plaid Cymru        | 5.059   | 10,4 |
| Gesamt               | Gesamt          | Gesamt             | 48.549  | 100  |
|                      |                 |                    |         |      |
| Quelle: UK Parlament |                 |                    |         |      |

### Parlamentswahl Februar 1974
| Kandidaten           | Kandidaten   | Parteien           | Stimmen | %    |
| -------------------- | ------------ | ------------------ | ------- | ---- |
|                      | Brynmor John | Labour Party       | 28.028  | 52,0 |
|                      | Alun Jones   | Conservative Party | 11.406  | 21,1 |
|                      | Mary Murphy  | Liberal Party      | 9.889   | 18,3 |
|                      | Richard Kemp | Plaid Cymru        | 4.612   | 8,6  |
| Gesamt               | Gesamt       | Gesamt             | 53.935  | 100  |
|                      |              |                    |         |      |
| Quelle: UK Parlament |              |                    |         |      |

### Parlamentswahl Oktober 1974
| Kandidaten           | Kandidaten   | Parteien           | Stimmen | %    |
| -------------------- | ------------ | ------------------ | ------- | ---- |
|                      | Brynmor John | Labour Party       | 29.302  | 56,6 |
|                      | Alun Jones   | Conservative Party | 10.528  | 20,3 |
|                      | Mary Murphy  | Liberal Party      | 8.050   | 15,5 |
|                      | Richard Kemp | Plaid Cymru        | 3.917   | 7,6  |
| Gesamt               | Gesamt       | Gesamt             | 51.797  | 100  |
|                      |              |                    |         |      |
| Quelle: UK Parlament |              |                    |         |      |

### Parlamentswahl 1979
| Kandidaten           | Kandidaten          | Parteien               | Stimmen | %    |
| -------------------- | ------------------- | ---------------------- | ------- | ---- |
|                      | Brynmor John        | Labour Party           | 32.801  | 56,0 |
|                      | Michael Clay        | Conservative Party     | 17.114  | 29,2 |
|                      | Hugh Penri-Williams | Liberal Party          | 6.228   | 10,6 |
|                      | Alun Roberts        | Plaid Cymru            | 2.200   | 3,8  |
|                      | R G Davies          | British National Front | 263     | 0,4  |
| Gesamt               | Gesamt              | Gesamt                 | 58.606  | 100  |
|                      |                     |                        |         |      |
| Quelle: UK Parlament |                     |                        |         |      |

### Parlamentswahl 1983
| Kandidaten           | Kandidaten        | Parteien                | Stimmen | %    |
| -------------------- | ----------------- | ----------------------- | ------- | ---- |
|                      | Brynmor John      | Labour Party            | 20.188  | 45,6 |
|                      | Richard Langridge | Social Democratic Party | 11.444  | 25,8 |
|                      | Richard Evans     | Conservative Party      | 10.139  | 22,9 |
|                      | Janet Davies      | Plaid Cymru             | 2.065   | 4,7  |
|                      | Alwyn K. Jones    | The Ecology Party       | 449     | 1,0  |
| Gesamt               | Gesamt            | Gesamt                  | 44.285  | 100  |
|                      |                   |                         |         |      |
| Quelle: UK Parlament |                   |                         |         |      |

### Parlamentswahl 1987
| Kandidaten           | Kandidaten           | Parteien                | Stimmen | %    |
| -------------------- | -------------------- | ----------------------- | ------- | ---- |
|                      | Brynmor John         | Labour Party            | 26.422  | 56,3 |
|                      | Desmond Swayne       | Conservative Party      | 9.145   | 19,5 |
|                      | Peter Sain-Ley-Berry | Social Democratic Party | 8.865   | 18,9 |
|                      | Delme Bowen          | Plaid Cymru             | 2.498   | 5,3  |
| Gesamt               | Gesamt               | Gesamt                  | 46.930  | 100  |
|                      |                      |                         |         |      |
| Quelle: UK Parlament |                      |                         |         |      |

### Nachwahl 1989
Die Wahl fand am 23. Februar statt.
| Kandidaten                                             | Kandidaten     | Parteien                         | Stimmen | %    |
| ------------------------------------------------------ | -------------- | -------------------------------- | ------- | ---- |
|                                                        | Kim Howells    | Labour Party                     | 20.549  | 53,4 |
|                                                        | Syd Morgan     | Plaid Cymru                      | 9.755   | 25,3 |
|                                                        | Nigel Evans    | Conservative Party               | 5.212   | 13,5 |
|                                                        | Tom Ellis      | Social and Liberal Democrats     | 1.500   | 3,9  |
|                                                        | Terry Thomas   | Social Democratic Party          | 1.199   | 3,1  |
|                                                        | David Richards | Communist Party of Great Britain | 239     | 0,6  |
|                                                        | David Black    | unabhängig                       | 57      | 0,1  |
| Gesamt                                                 | Gesamt         | Gesamt                           | 38.511  | 100  |
|                                                        |                |                                  |         |      |
| Quelle: House of Commons Information Office Factsheets |                |                                  |         |      |

### Parlamentswahl 1992
| Kandidaten           | Kandidaten     | Parteien                         | Stimmen | %    |
| -------------------- | -------------- | -------------------------------- | ------- | ---- |
|                      | Kim Howells    | Labour Party                     | 29.722  | 60,8 |
|                      | Peter Donnelly | Conservative Party               | 9.925   | 20,3 |
|                      | Delme Bowen    | Plaid Cymru                      | 4.448   | 9,1  |
|                      | Steve Belzak   | Liberal Democrats                | 4.180   | 8,5  |
|                      | Emma Jackson   | Green Party of England and Wales | 615     | 1,3  |
| Gesamt               | Gesamt         | Gesamt                           | 48.890  | 100  |
|                      |                |                                  |         |      |
| Quelle: UK Parlament |                |                                  |         |      |

### Parlamentswahl 1997
| Kandidaten           | Kandidaten       | Parteien                   | Stimmen | %    |
| -------------------- | ---------------- | -------------------------- | ------- | ---- |
|                      | Kim Howells      | Labour Party               | 29.290  | 63,9 |
|                      | Nigel Howells    | Liberal Democrats          | 6.161   | 13,4 |
|                      | Jonathan Cowen   | Conservative Party         | 5.910   | 12,9 |
|                      | Owain Llewelyn   | Plaid Cymru                | 2.977   | 6,5  |
|                      | John Wood        | Referendum Party           | 874     | 1,9  |
|                      | Peter Skelly     | Socialist Labour Party     | 380     | 0,8  |
|                      | Robert Griffiths | Communist Party of Britain | 178     | 0,4  |
|                      | Anthony Moore    | Natural Law Party          | 85      | 0,2  |
| Gesamt               | Gesamt           | Gesamt                     | 45.855  | 100  |
|                      |                  |                            |         |      |
| Quelle: UK Parlament |                  |                            |         |      |

### Parlamentswahl 2001
| Kandidaten           | Kandidaten      | Parteien              | Stimmen | %    |
| -------------------- | --------------- | --------------------- | ------- | ---- |
|                      | Kim Howells     | Labour Party          | 22.963  | 59,9 |
|                      | Bleddyn Hancock | Plaid Cymru           | 5.279   | 13,8 |
|                      | Prudence Dailey | Conservative Party    | 5.096   | 13,3 |
|                      | Eric Brooke     | Liberal Democrats     | 4.152   | 10,8 |
|                      | Susan Warry     | UK Independence Party | 603     | 1,6  |
|                      | Joseph Biddulph | ProLife Alliance      | 216     | 0,6  |
| Gesamt               | Gesamt          | Gesamt                | 38.309  | 100  |
|                      |                 |                       |         |      |
| Quelle: UK Parlament |                 |                       |         |      |

### Parlamentswahl 2005
| Kandidaten           | Kandidaten       | Parteien                   | Stimmen | %    |
| -------------------- | ---------------- | -------------------------- | ------- | ---- |
|                      | Kim Howells      | Labour Party               | 20.919  | 52,8 |
|                      | Mike Powell      | Liberal Democrats          | 7.728   | 19,5 |
|                      | Quentin Edwards  | Conservative Party         | 5.321   | 13,4 |
|                      | Julie Richards   | Plaid Cymru                | 4.420   | 11,2 |
|                      | David Bevan      | UK Independence Party      | 1.013   | 2,6  |
|                      | Robert Griffiths | Communist Party of Britain | 233     | 0,6  |
| Gesamt               | Gesamt           | Gesamt                     | 39.634  | 100  |
|                      |                  |                            |         |      |
| Quelle: UK Parlament |                  |                            |         |      |

### Parlamentswahl 2010
| Kandidaten           | Kandidaten        | Parteien                         | Stimmen | %    |
| -------------------- | ----------------- | -------------------------------- | ------- | ---- |
|                      | Owen Smith        | Labour Party                     | 14.220  | 38,8 |
|                      | Mike Powell       | Liberal Democrats                | 11.435  | 31,2 |
|                      | Lee Gonzalez      | Conservative Party               | 5.932   | 16,2 |
|                      | Ioan Bellin       | Plaid Cymru                      | 2.673   | 7,3  |
|                      | David Bevan       | UK Independence Party            | 1.229   | 3,4  |
|                      | Simon Parsons     | Socialist Labour Party           | 456     | 1,2  |
|                      | Donald Watson     | Christian Party                  | 365     | 1,0  |
|                      | John Matthews     | Green Party of England and Wales | 361     | 1,0  |
| Gesamt               | Gesamt            | Gesamt                           | 36.671  | 100  |
|                      |                   |                                  |         |      |
| Ungültige Stimmen    | Ungültige Stimmen | Ungültige Stimmen                | 75      | 0,2  |
| Wähler               | Wähler            | Wähler                           | 36.746  | 63,1 |
| Wahlberechtigte      | Wahlberechtigte   | Wahlberechtigte                  | 58.205  |      |
|                      |                   |                                  |         |      |
| Quelle: UK Parlament |                   |                                  |         |      |

### Parlamentswahl 2015
| Kandidaten           | Kandidaten        | Parteien                               | Stimmen | %    |
| -------------------- | ----------------- | -------------------------------------- | ------- | ---- |
|                      | Owen Smith        | Labour Party                           | 15.554  | 41,1 |
|                      | Ann-Marie Mason   | Conservative Party                     | 6.569   | 17,3 |
|                      | Andrew Tomkinson  | UK Independence Party                  | 5.085   | 13,4 |
|                      | Mike Powell       | Liberal Democrats                      | 4.904   | 12,9 |
|                      | Osian Lewis       | Plaid Cymru                            | 4.348   | 11,5 |
|                      | Katy Clay         | Green Party of England and Wales       | 992     | 2,6  |
|                      | Damien Biggs      | Socialist Labour Party                 | 332     | 0,9  |
|                      | Esther Pearson    | Trade Unionist and Socialist Coalition | 98      | 0,3  |
| Gesamt               | Gesamt            | Gesamt                                 | 37.882  | 100  |
|                      |                   |                                        |         |      |
| Ungültige Stimmen    | Ungültige Stimmen | Ungültige Stimmen                      | 101     | 0,3  |
| Wähler               | Wähler            | Wähler                                 | 37.983  | 64,4 |
| Wahlberechtigte      | Wahlberechtigte   | Wahlberechtigte                        | 58.940  |      |
|                      |                   |                                        |         |      |
| Quelle: UK Parlament |                   |                                        |         |      |

### Parlamentswahl 2017
| Kandidaten           | Kandidaten          | Parteien              | Stimmen | %    |
| -------------------- | ------------------- | --------------------- | ------- | ---- |
|                      | Owen Smith          | Labour Party          | 22.103  | 55,4 |
|                      | Juliette Ash        | Conservative Party    | 10.655  | 26,7 |
|                      | Fflur Elin          | Plaid Cymru           | 4.102   | 10,3 |
|                      | Mike Powell         | Liberal Democrats     | 1.963   | 4,9  |
|                      | Robin Hunter-Clarke | UK Independence Party | 1.071   | 2,7  |
| Gesamt               | Gesamt              | Gesamt                | 39.894  | 100  |
|                      |                     |                       |         |      |
| Ungültige Stimmen    | Ungültige Stimmen   | Ungültige Stimmen     | 106     | 0,3  |
| Wähler               | Wähler              | Wähler                | 40.000  | 66,0 |
| Wahlberechtigte      | Wahlberechtigte     | Wahlberechtigte       | 60.564  |      |
|                      |                     |                       |         |      |
| Quelle: UK Parlament |                     |                       |         |      |

### Parlamentswahl 2019
| Kandidaten           | Kandidaten        | Parteien           | Stimmen | %    |
| -------------------- | ----------------- | ------------------ | ------- | ---- |
|                      | Alex Davies-Jones | Labour Party       | 17.381  | 44,5 |
|                      | Sam Trask         | Conservative Party | 11.494  | 29,4 |
|                      | Fflur Elin        | Plaid Cymru        | 4.990   | 12,8 |
|                      | Steve Bayliss     | Brexit Party       | 2.917   | 7,5  |
|                      | Mike Powell       | unabhängig         | 1.792   | 4,6  |
|                      | Sue Prior         | unabhängig         | 337     | 0,9  |
|                      | Jonathan Bishop   | unabhängig         | 149     | 0,4  |
| Gesamt               | Gesamt            | Gesamt             | 39.060  | 100  |
|                      |                   |                    |         |      |
| Ungültige Stimmen    | Ungültige Stimmen | Ungültige Stimmen  | 153     | 0,4  |
| Wähler               | Wähler            | Wähler             | 39.213  | 65,0 |
| Wahlberechtigte      | Wahlberechtigte   | Wahlberechtigte    | 60.327  |      |
|                      |                   |                    |         |      |
| Quelle: UK Parlament |                   |                    |         |      |

### Parlamentswahl 2024
| Kandidaten           | Kandidaten        | Parteien                         | Stimmen | %    |
| -------------------- | ----------------- | -------------------------------- | ------- | ---- |
|                      | Alex Davies-Jones | Labour Party                     | 16.225  | 41,2 |
|                      | Steven Bayliss    | Reform UK                        | 7.823   | 19,9 |
|                      | William Jac Rees  | Plaid Cymru                      | 5.275   | 13,4 |
|                      | Jack Robson       | Conservative Party               | 3.775   | 9,6  |
|                      | Wayne Owen        | unabhängig                       | 2.567   | 6,5  |
|                      | Angela Karadog    | Green Party of England and Wales | 1.865   | 4,7  |
|                      | David Mathias     | Liberal Democrats                | 1.606   | 4,1  |
|                      | Joe Biddulph      | unabhängig                       | 198     | 0,5  |
|                      | Jonathan Bishop   | unabhängig                       | 44      | 0,1  |
| Gesamt               | Gesamt            | Gesamt                           | 39.378  | 100  |
|                      |                   |                                  |         |      |
| Ungültige Stimmen    | Ungültige Stimmen | Ungültige Stimmen                | 116     | 0,3  |
| Wähler               | Wähler            | Wähler                           | 39.494  | 52,0 |
| Wahlberechtigte      | Wahlberechtigte   | Wahlberechtigte                  | 75.951  |      |
|                      |                   |                                  |         |      |
| Quelle: UK Parlament |                   |                                  |         |      |